# 紋腹軟梳䲁
紋腹軟梳䲁（學名：Malacoctenus zonogaster），為輻鰭魚綱䲁形目脂䲁科軟梳䲁屬的一個種，被IUCN列為易危保育類動物，分布於東太平洋加拉巴哥群島海域，深度1至10公尺，本魚頭部細長，吻尖，頸背觸鬚一對緊密排列，分枝繁多，眼上方有一根分枝狀的觸鬚，頦後鰓蓋骨基部之間有3-8個孔，上頜後端上部被眼下骨質覆蓋，上頜外排大齒後無小齒，口頂兩側無齒，側線鱗57-64片，體上半部為綠色，下半部為白色，身體上有5-6條不規則形狀的深色橫帶，鰓蓋上半部有一個大黑斑，頭部下部和下體有狹窄的綠褐色橫帶，雌魚背鰭和臀鰭上有密集的斑點，雄魚的斑點很少或沒有，背鰭硬棘21枚、背鰭軟條11枚、臀鰭硬棘2枚、臀鰭軟條21枚，體長可達8.5公分，棲息在岩礁區及礫石區的潮池，生活習性不明。